# 日本先進半導體製造
日本先進半導體製造（英語：Japan Advanced Semiconductor Manufacturing），簡稱JASM或日先進，是位於日本熊本縣的晶圓製造公司，為台灣積體電路製造（TSMC）子公司，由台積電與索尼半導體解決方案合資創辦。2021年12月10日在熊本縣熊本市中央區成立，位於熊本縣菊陽町的第一廠於2024年2月24日正式開幕。

## 歷史沿革

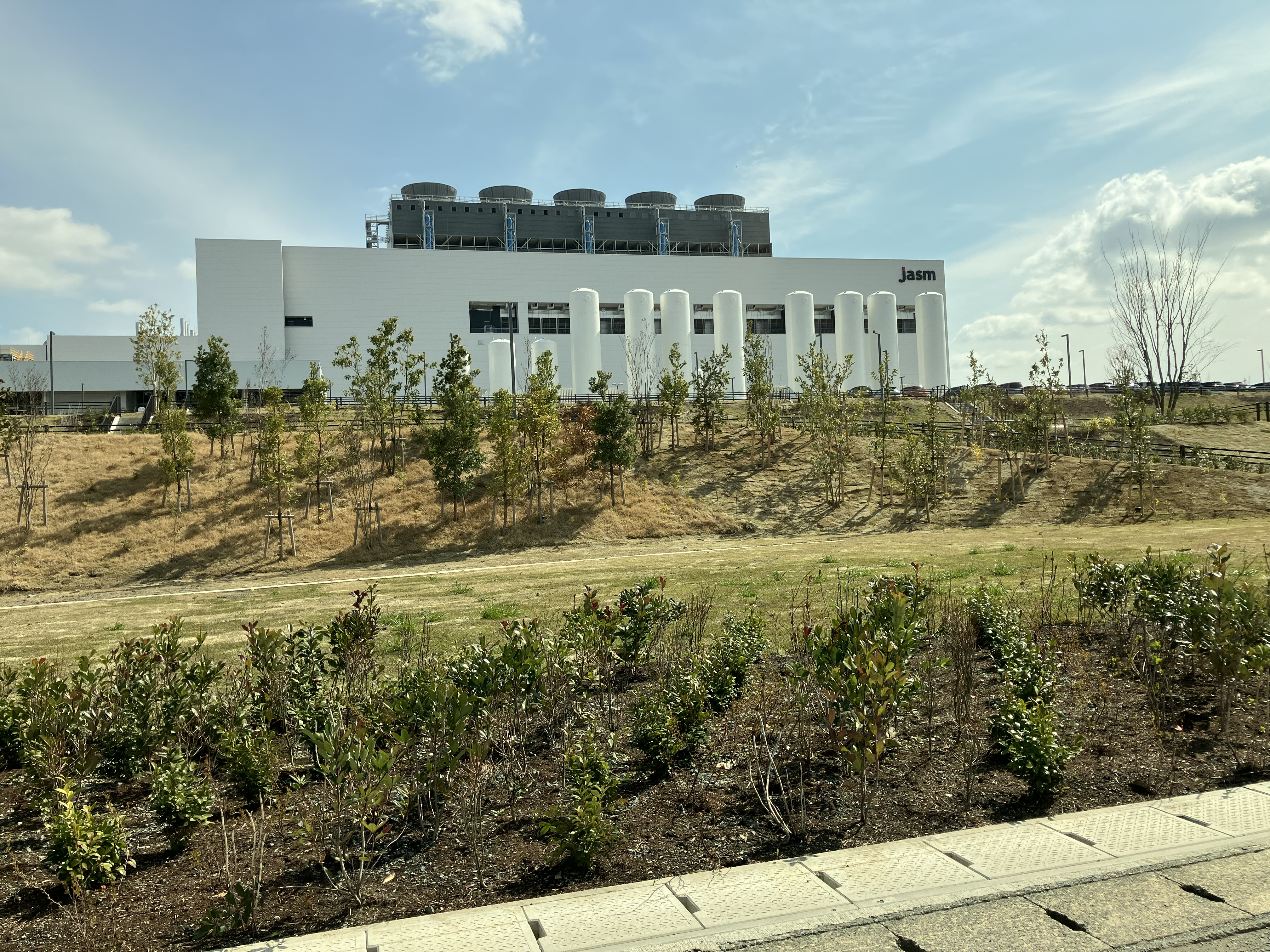
JASM 熊本工廠一廠

1997年，台積電成立日本分公司。2020年，在神奈川縣橫濱市成立台積電日本設計中心。2021年3月，在茨城縣筑波市設立日本3DIC研發中心。
受到影響，全球半導體產業供應鏈自2020年末起轉趨緊張，而為了配合特殊技術發展和穩定市場、遠距工作等社會生活需求，台灣積體電路製造與索尼半導體解決方案於2021年11月9日共同宣佈在熊本縣熊本市合資設立子公司「日本先進半導體製造」，通稱「JASM」。該子公司初期採用22、28奈米製程，以滿足全球市場對於特殊技術的需求，後來索尼半導體解決方案公司亦投資少數股權，故此增加12、16奈米製程，每月生產55,000片（300mm）晶圓。
2022年2月，台灣積體電路製造於福岡縣福岡市舉行的「九州半導體人才開發聯合體」籌備會議上，表示該子公司計劃在熊本縣聘請1,500名員工（佔整體70%），並從台灣派遣300名工程師進駐。同月16日，豐田集團旗下汽車零組件大廠電裝公司則投資3.5億美元購入10%股權（約400億日圓）。
2022年4月19日，JASM出資86億美元選址熊本縣菊池郡菊陽町興建21.3公頃的工廠，預定聘用約1700人，當中台積電及索尼分別派駐大概320和200人，其餘1200人透過應屆畢業生、轉職者或調派方式招聘。
2023年9月15日，JASM總部遷往菊陽町廠房，廠房竣工後預計於2024年12月開始量產出貨，而JASM也獲日本政府從「2021年度補充预算案」裡撥出達35.3億美元獎勵金，合作維持世界半導體商業生態系統（尤其汽車工業），且實現岸田文雄的「新資本主義」政策。
2024年2月6月，台積電於董事會宣布，因JASM將第二座晶圓廠，台積電、索尼半導體解決方案、電裝將追加投資，豐田汽車也將出資入股，四公司分別持有JASM86.5%、6.0%、5.5%和2.0%的股權。24日，位於菊陽町的JASM一廠開幕。

## 外部鏈結
- JASM員工招募網頁 （页面存档备份，存于）